# The Shield and the Sword
Singles de Clare Maguire
The Last Dance
(2011)
Pistes de Light After Dark
Are You Ready?
(1) The Last Dance
(3)
The Shield and the Sword est le troisième single de la chanteuse britannique Clare Maguire, extrait de son premier album, Light After Dark. Il sort le 9 mai 2011 au Royaume-Uni.